# Sanctum (jogo eletrônico)
Sanctum é um jogo eletrônico que combina dois gêneros, o de FPS e tower defense, desenvolvido pela desenvolvedora independente Coffee Stain Studios.

## Jogabilidade
Em Sanctum, o jogador assume o papel de Skye, uma soldada de elite que é enviada para proteger sua cidade natal, Elysion One, de hordas alieníginas misteriosos. Para tanto, o jogador deverá, em cada nível, proteger o núcleo do mapa. Para protegê-lo, o jogador pode criar torres que irão atacar os alieníginas e, dependendo da estratégia do jogador, pode atrapalhar a chegada dos alieníginas também. O jogador também pode usar sua arma para atacar os alieníginas.

## Crítica
A média do jogo no Metacritic foi de 69/100 pontos, a partir de 15 análises do jogo.

## Super Sanctum TD
Super Sanctum TD é o demake do jogo original Sanctum. Super Sanctum foi lançado em 9 de maio de 2013 para o computador na loja virtual Steam, sendo um dos bônus da pré-compra de Sanctum 2. Assim como o original, Super Sanctum é um jogo de tower defense, porém possui gráficos retro e uma perspectiva isométrica.